# Dark Matter (album)
Pour les articles homonymes, voir Dark matter.
Albums de IQ
The Seventh House
(2000) Frequency
(2009)
Dark Matter est le neuvième album studio du groupe britannique de rock néo-progressif IQ sorti en 2004. Beaucoup de critiques et de fans considèrent cet album comme un de leurs plus aboutis, tant dans l'affirmation de leur style s'influençant des œuvres de Genesis ou Yes que dans la qualité de la production qui s'avère encore meilleure que sur leur précédent album.

## Enregistrement et production
Dark Matter a été enregistré entre janvier et février 2004 et produit par le guitariste Michael Holmes. Le line-up reste identique à celui conservé depuis Ever.

## Réception
La réception de cet album par les médias fut en général très bonne, certains voyant en IQ un des groupes majeurs et désormais classiques du genre.
À noter qu'il s'agit du dernier album studio sur lequel figure Martin Orford aux claviers. Il sera remplacé par Mark Westworth en 2007.
La chanson Harvest Of Souls fait quelque peu penser au "Supper's Ready" de Genesis, dans sa durée et sa construction.

## Personnel
Musiciens
- Peter Nicholls - chant, textes
- Michael Holmes - guitare
- John Jowitt - basse
- Martin Orford - claviers
- Paul Cook - batterie

## Liste des titres
- Toutes les musiques sont signées par le groupe, les textes par Peter Nicholls

1. Sacred Sound – 11:40
2. Red Dust Shadow – 5:53
3. You Never Will – 4:54
4. Born Brilliant – 5:21
5. Harvest Of Souls – 24:30